# Велика Володимирівка (Курська область)
Велика Володимирівка (рос. Большая Владимировка) — присілок в Медвенському районі Курської області Російської Федерації.
Населення становить 75 осіб. Входить до складу муніципального утворення Амосівська сільрада.

## Історія
Населений пункт розташований на території українського етнічного та культурного краю Східна Слобожанщина.
Від 2004 року входить до складу муніципального утворення Амосівська сільрада.

## Населення
| 2002 | 2010 |
| ---- | ---- |
| 84   | ↘75  |